# Luigi Roversi
Luigi Roversi (Reggio nell'Emilia, 21 marzo 1858 – Reggio nell'Emilia, 2 marzo 1917) è stato un politico italiano.

## Biografia
Nato da una famiglia modesta, compì gli studi di ragioneria e fu allievo dello storico e letterato locale Andrea Balletti. Insieme al fratello Domenico si avvicinò a Camillo Prampolini e ad i primi socialisti reggiani. Attore di primo piano nella fondazione di cooperative nella provincia di Reggio Emilia nelle ultime due decadi del XIX secolo; nel 1889 Roversi divenne segretario della federazione provinciale delle cooperative.
Nel 1899 i socialisti conquistarono per la prima volta il comune di Reggio nell'Emilia. Due anni dopo, nel dicembre 1902, Roversi fu nominato sindaco. L'amministrazione roversiana si caratterizzò fin dai primi mesi di vita per una vasta azione riformatrice volta alla municipalizzazione di alcune aziende ritenute fondamentali per il sistema economico locale. Al fine di offrire servizi migliori e a prezzi più convenienti per le classi sociali meno abbienti, Roversi municipalizzò così l'azienda del gas e della luce, le farmacie, il macello. Venne poi costruita una fabbrica del ghiaccio ed un frigorifero municipali. La viabilità locale venne invece potenziata con l'apertura di numerose strade nelle zone di campagna. Anche l'istruzione elementare venne potenziata, con l'apertura di nuove scuole, e laicizzata, con l'abolizione dell'insegnamento religioso. Sul piano fiscale vennero ridotti i dazi e abolite alcune imposte indirette sui consumi popolari, mentre la tassa di famiglia venne applicata con criteri progressivi. Le opere pubbliche vennero inoltre appaltate esclusivamente alle cooperative le quali inoltre poterono gestire in appalto beni comunali ed opere pie. Verso la fine del primo sindacato Roversi infine il Comune acquistò un mulino, un forno ed un pastificio per garantire anche ai meno abbienti l'acquisto a prezzi ridotti di pane e pasta. 
Le politiche e di Roversi vennero osteggiate dagli agrari, dagli industriali, dai commercianti e da alcuni settori della borghesia reggiana che avevano visto negli ultimi anni duramente colpiti i loro interessi. In occasione delle elezioni parziali del 1904 questi settori della cittadinanza formarono una coalizione di stampo liberale ribattezzata dalla stampa socialista locale la Grande Armata. Nonostante le riforme degli anni precedenti, in questa tornata, così come in quella del giugno 1905, i socialisti ne uscirono duramente sconfitti. Negli anni a seguire la maggioranza liberale, divisa al suo interno in varie fazioni, non riuscì tuttavia ad abrogare le riforme attuate negli anni precedenti da Roversi. Così, nelle elezioni del 1907, il Partito Socialista riconquistò il municipio reggiano. 
Durante il suo secondo mandato il sgnòur Gigi, com'era chiamato dagli elettori più umili, continuò a rivolgere la sua attenzione alle classi meno abbienti. Furono sostenute economicamente le farmacie comunali. Grande attenzione fu dedicata all'infanzia, all'istruzione laica e all'alfabetizzazione delle masse popolari. Furono acquistate scarpe per gli scolari più poveri, furono aperti nuovi asili e ricreatori in tutto il territorio comunale ed infine fu istituita in città una Biblioteca Popolare. La viabilità ulteriormente potenziata con la sistemazione e l'apertura di nuove strade in città. Nell'area di porta Castello e in alcune frazioni furono costruite nuove case popolari e fu presa in affitto una colonia scolastica alpina a Carpineti. Nel maggio 1915 poi Roversi promosse l'apertura di una rivendita municipale di latte.
Di posizioni neutraliste nei mesi che precedettero l'entrata dell'Italia nella Grande Guerra, Roversi si dedicò negli anni successivi all'assistenza alla popolazione civile, duramente provata dall'economia bellica. Nel febbraio 1917 si recò a Borgo Val di Taro su un'automobile scoperta per reperire del legname per il riscaldamento degli edifici pubblici e delle case dei poveri della città. Ammalatosi di polmonite, morì nel marzo dello stesso anno.
I resti di Luigi Roversi riposano nel cimitero monumentale di Reggio nell'Emilia.

## Omaggi
A Luigi Roversi fu intitolato uno slargo del centro cittadino, inoltre sulla facciata della Camera del Lavoro fu posta nell'aprile 1919 una lapide in suo ricordo. Rimossa durante il fascismo sarà ricollocata nella sua posizione originaria nel maggio 1945.